# Sojoez T-2
Sojoez T-2 (ook: 11825) was een Russische bemande ruimtemissie uit 1980 naar ruimtestation Saljoet 6. Dit was de eerste bemande proefvlucht met de gereviseerde Sojoez. Doel was het testen van de gewijzigde technische systemen van dit nieuwe model. Aan deze vlucht gingen diverse onbemande vluchten, waaronder Sojoez T-1, vooraf.

## Bemanning
Tijdens deze vlucht trad Joeri Malysjev op als gezagvoerder, zijn boordwerktuigkundige was Vladimir Aksjonov. De commandant onderging zijn ruimtedoop; Aksjonov vloog al met Sojoez 22. Hij deed dus al enige ervaring met het aangepaste ontwerp, aangezien die reservecapsule voor het ASTP ook geen standaarduitvoering betrof. Deze nieuwe versie van de Sojoez had een gewicht van 7 ton.

## Verloop van de vlucht

### Lancering
Sojoez  werd gelanceerd op 5 juni 1980 met een Sojoez draagraket vanaf Tjoeratam te Bajkonoer. De capsule kwam in een baan met een apogeum van 316 km, een perigeum van 267 km en een omlooptijd van 90,25 minuten. De inclinatie bedroeg 51,6° bij een excentriciteit van 0,00367. Na een dag naderde het duo hun doel om bij het achterste koppelingsluik aan te meren.

### Koppeling afgebroken
Normaliter voerde een Sojoez tijdens de vierde en zeventiende omwenteling koerscorrecties uit. Koppeling vond plaats tijdens de zeventiende of achttiende omloop, na een vluchtduur van ongeveer 25 uur en 40 minuten. Tijdens het betreden van het station golden strikte regels: bij een tweekoppige bemanning stapte éérst de piloot over en daarna de commandant.
De koppeling van Sojoez 2 verliep niet volgens plan; in dit geval trof de bemanning echter geen blaam. De boordcomputer tastte ogenschijnlijk mis en het tweetal vloog (zijdelings) loodrecht op het station af. Daarop schakelde de bemanning het automatische naderingsysteem uit, draaide Sojoez T-2 een kwartslag en geleidde vanaf 180 m afstand hun vaartuig op handbediening naar Saljoet 6.
Voor de half mislukte koppeling was de boordcomputer echter niet verantwoordelijk. Door een inschattingsfout vooraf wisten zowel vluchtleiders als bemanning in deze situatie niet goed wat te doen. Dit bracht de Sovjet-Unie behoorlijk in verlegenheid. Vooraf maakte het land uitgebreid gewag van de technische verbeteringen, stellend dat de kosmonauten zich bezighielden met testen van "...verscheidene mechanismen en boordsystemen; voordat hij met een manoeuvre begint vraagt de computer eerst toestemming aan de bemanning en dan gaat hij pas verder..." en "...men kan nu met elektronische apparatuur de baan veranderen en de capsule op iedere gewenste ster richten, snel en met minder brandstofverbruik...".
Pas nadat Sojoez 38 (3½ maand later) terugkeerde gaven de Russen details over het voorval prijs. Vluchtleider Aleksej Jelisejev maakte duidelijk, dat de boordcomputer de naderingsmethode bepaalde, maar dat de bemanning onvoldoende gelegenheid kreeg om alle naderingsmethoden te trainen. Hij sprak: "...dit is een van de taken van testvluchten - om mensen te leren hoe het vaartuig te besturen en te leren om het onder controle te houden...". Overigens had de boordcomputer de fout zelf hersteld, indien de manoeuvre niet voortijdig was afgebroken.

### Wetenschappelijke experimenten
Wetenschappelijke experimenten vonden nauwelijks plaats tijdens deze missie. Weliswaar namen Malysjev en Aksjonov deel aan biomedisch onderzoek en gebruikten de in Saljoet 6 aanwezige MKF-6M camera, maar daar bleef het grotendeels bij. Wel maakten ze na loskoppelen van Sojoez T-2 foto's van het station en verrichtten een visuele inspectie.

## Terugkeer
Sojoez T-2 keerde op 9 juni naar de Aarde terug. In tegenstelling tot de oude Sojoez stootte het zijn werkcompartiment af alvorens de remraketten ontbrandden. De geringere massa scheelde 10% in brandstofverbruik. Het werkcompartiment keerde terug en verbrandde omstreeks 5 september 1980 in de dampkring. Malysjev en Aksjonov maakten een behouden landing op 200 km ten zuidoosten van Jezqazğan. De bemanning had 62 keer om de Aarde gecirkeld en hun korte testvlucht nam 3 dagen, 22 uur en 19 minuten in beslag. Malysjev maakte hierna nog een vlucht, Aksjonov niet.

## Einde van een tijdperk
Al met al bleek men tevreden over het nieuwe ontwerp. Hun oude capsule namen de Russen nog geen jaar later uit dienst: met de lancering van Sojoez 40 nam de Sovjet-Unie definitief afscheid van het eerste type Sojoez. Hiermee kwam een einde aan een periode van pionieren in de ruimte. Met vallen en opstaan realiseerde de Sovjet-Unie een pendeldienst naar ruimtestations. Het land trok lering uit de harde lessen van Sojoez 1 en 11, hetgeen resulteerde in een veiliger ruimteschip.
1 ·
2 ·
3 ·
4 ·
5 ·
6 ·
7 ·
8 ·
9 ·
10 ·
11 ·
12 ·
13 ·
14 ·
15 ·
16 ·
17 ·
18A ·
18 ·
19 ·
20 ·
21 ·
22 ·
23 ·
24 ·
25 ·
26 ·
27 ·
28 ·
29 ·
30 ·
31 ·
32 ·
33 ·
34 · 
35 ·
36 ·
37 ·
38 ·
39 ·
40

T-1 ·  
T-2 ·
T-3 ·
T-4 ·
T-5 · 
T-6 ·
T-7 · 
T-8 ·
T-9 · 
T-10-1 ·
T-10 · 
T-11 ·
T-12 · 
T-13 ·
T-14 · 
T-15